# Fedorka
Fedorka (1304 m) – szczyt w zachodniej części Niżnych Tatr na Słowacji. Znajduje się w północno-zachodnim grzbiecie Małej Chochuli (Malá Chochuľa, 1720 m), który poprzez Skorušovą i Fedorkę opada w widły Korytnicy i jej dopływu – potoku Patočiny.
Magurka jest porośnięta lasem, ale jej szczyt i północno-zachodni grzbiet to polana – pozostałość dawnej hali pasterskiej. Przez szczyt i stoki Fedorki nie prowadzi żaden szlak turystyczny, ale przez przełęcz między Skorušovą i Fedorką prowadzi szlak rowerowy z uzdrowiska Korytnica-kúpele do miejscowości Liptovská Lúžna.